# Pays des Coteaux
Le Pays des Coteaux désigne un Pôle d'équilibre territorial et rural et anciennement un pays, au sens aménagement du territoire, situé dans les Hautes-Pyrénées.

## Localisation
Situé en Bigorre dans le piémont des Pyrénées à l'Est du département des Hautes-Pyrénées

## Description
- Date de reconnaissance :  23 septembre 2015
- Surface :   km²
- Population : 18 540 habitants
- Villes principales : Tournay, Trie-sur-Baïse, Galan, Castelnau-Magnoac, Pouyastruc

## Communes membres
Le nombre d’Établissements publics de coopération intercommunale (EPCI) est de 5 
- Communauté de communes Arret Darré et Estéous
- Communauté de communes du Canton de Tournay
- Communauté de communes du Pays de Trie
- Communauté de communes des Baïses
- Communauté de communes du Magnoac